# Ibervillea
Ibervillea é um género botânico pertencente à família Cucurbitaceae.

## Espécies
- Ibervillea fusiformis
- Ibervillea guatemalensis
- Ibervillea hypoleuca
- Ibervillea insularis
- Ibervillea lindheimeri
- Ibervillea maxima
- Ibervillea millspaughii
- Ibervillea sonorae
- Ibervillea tenella
- Ibervillea tenuisecta
- Ibervillea tripartita

1. ↑  «Ibervillea — World Flora Online». www.worldfloraonline.org. Consultado em 19 de agosto de 2020